# Huggningsklass
Huggningsklass är en klassificering av skogsbestånd med avseende på utvecklingsgrad vid inventeringstillfället och den skogsbruksinsats som närmast bör utföras. Det är huvudskiktets utvecklingsstadium som bedöms. Det är huvudsakligen beståndets ålder samt val av åtgärd som styr klassificeringen.
Indelningen i huggningsklasser anknyter till bestämmelserna i skogsvårdslagen vad avser reproduktionsplikt och lägsta tillåtna ålder för föryngringsavverkning mm, men är inte ett juridiskt begrepp i sig själv.
De huggningsklasser som för närvarande används inom svenskt skogsbruk är följande, enligt Skogsstyrelsens definitioner:

## Klassificering av kalmark
Kalmark omfattar kal skogsmark och under föryngring liggande mark, med eller utan spridda beståndsrester. Skogsmarken kan antingen omfattas av skyldigheten att anlägga ny skog eller där återväxten med hänsyn till trädslag, ålder och/eller plantantal inte är säkerställd. Till denna klass hänförs även skogsmark med fröträd och skärmar samt skog som på grund av sitt uppkomstsätt är extremt gles.

### K1
Kalmark som är obehandlad eller ofullständigt behandlad (åtgärder kvarstår). : Kal skogsmark där återväxtåtgärd/-er behövs (enligt skogsvårdslagen) för att erhålla återväxt av tillfredsställande täthet och beskaffenhet.

### K2
Kalmark under föryngring, behandlad med nödvändiga återväxtåtgärder (åtgärder utförda). : Hit förs föryngringar där alla åtgärder som behövs för att erhålla återväxt av tillfredsställande täthet och beskaffenhet (enligt skogsvårdslagen) har utförts, men senaste tidpunkt för hjälpplantering inte har passerats.

## Klassificering av röjningsskog
Med röjningsskog avses skogsmark bevuxen med plant- och ungskog av tillfredsställande täthet och beskaffenhet (enligt skogsvårdslagen) som har passerat senaste tidpunkt för hjälpplantering och där fler än hälften av de härskande och medhärskande träden är klenare än 10 cm i brösthöjd.

### R1
Plantskog, skog vars huvudträdslag har en medelhöjd som är lägre än 1,3 meter.

### R2
Ungskog, skog vars huvudträdslag har en medelhöjd som är 1,3 meter eller högre.

## Klassificering av gallringsskog
Gallringsskog är skog som på ett tillfredsställande sätt utnyttjar markens produktionsförmåga, vari fler än hälften av de härskande träden uppnått minst 10 centimeter diameter i brösthöjd. Normal avverkningsform är gallring för att främja skogens fortsatta utveckling.

### G1
Yngre gallringsskog, skog som är yngre än lägsta tillåtna ålder för föryngringsavverkning.

### G2
Äldre gallringsskog, skog som uppnått lägsta ålder för föryngringsavverkning.

## Klassificering av föryngringsavverkningsskog
Med föryngringsavverkningsskog förstås skog som på ett tillfredsställande sätt utnyttjar markens produktionsförmåga och som uppnått en sådan ålder att en avverkning normalt åtföljs av återväxtåtgärder i någon form.

### S1
Skog som kan föryngringsavverkas. Yngre avverkningsbar skog som inte är att hänföra till S2.

### S2
Skog som är mogen att föryngringsavverka. Skog som uppnått lämplig växttid eller som av andra skäl bör föryngringsavverkas.

### S3
Skog som är mogen att föryngringsavverka, men som inte bör föryngringsavverkas på grund av naturvårdsskäl. Utgör ofta nyckelbiotop.

## Klassificering av lågproducerande skog
Lågproducerande skog är skog som inte utnyttjar markens produktionsförmåga på ett godtagbart sätt och som omfattas av skyldigheten att anlägga ny skog eller där skogstillståndet är uppenbart otillfredsställande, bör normalt föryngringsavverkas.

### E1
Restskog, skog som lämnats efter en avverkning eller som uppkommit på grund av skada som har skett under den senaste 20-årsperioden med ett virkesförråd som bedöms vara under hälften av det förråd som normalt bör finnas.

### E2
Gles skog eller skog av ett för marken olämpligt trädslag, vars virkesförråd är mindre än en tredjedel av det förråd som normalt bör finnas. Glesheten skall ha uppkommit för mer än 20 år sedan genom avverkning eller skada eller har sin grund i skogens uppkomstsätt. Undantag utgör skog av hagmarkskaraktär.

### E3
Hagmarkskog. Gles skog av hagmarkskaraktär som i övrigt uppfyller definitionerna för E2.